# 507

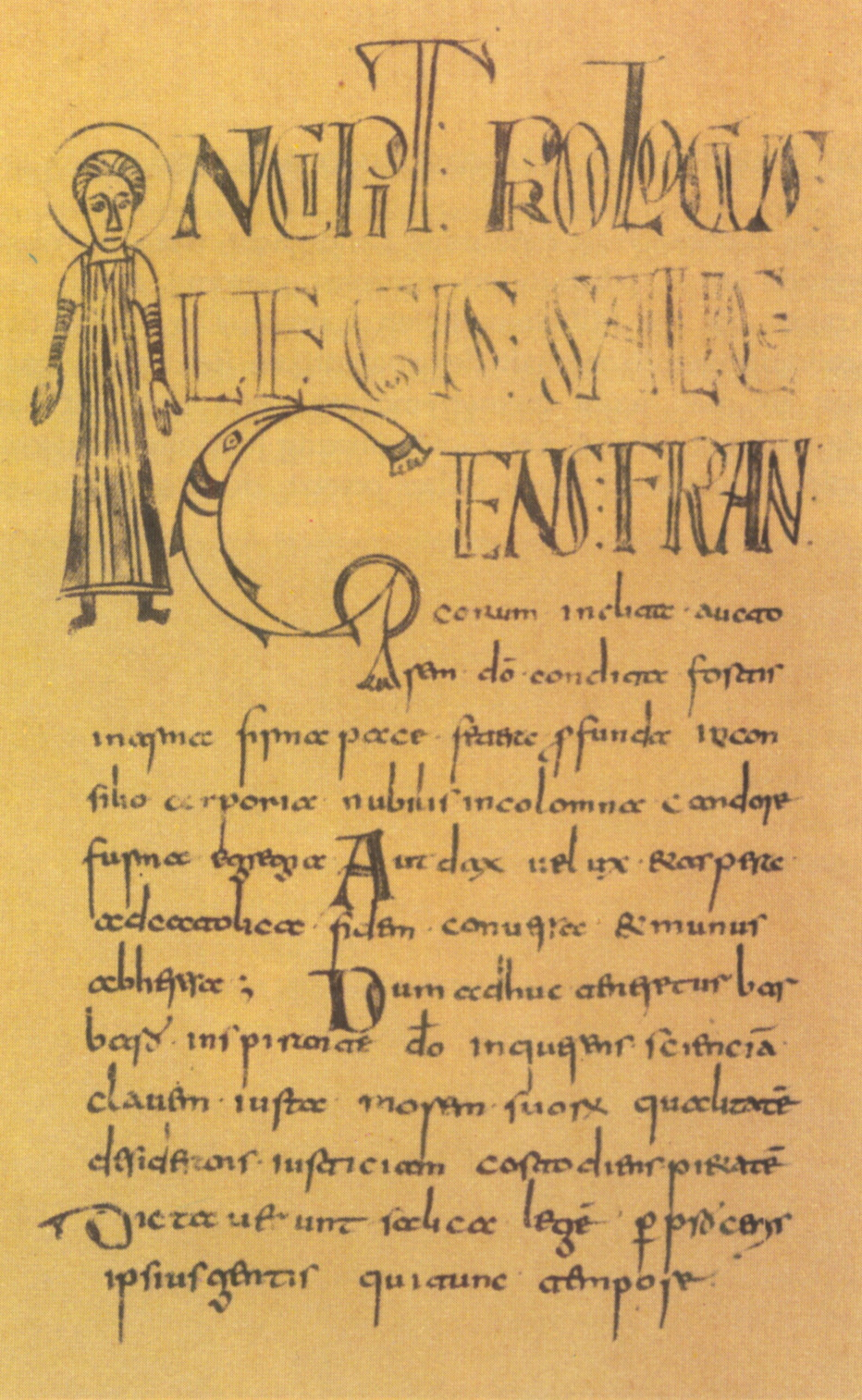
Handschrift van de Salische Wet

Het jaar 507 is het 7e jaar in de 6e eeuw volgens de christelijke jaartelling.

## Gebeurtenissen

### Europa
- Voorjaar - De Franken onder aanvoering van Clovis trekken bij Amboise de Loire over en verklaren de oorlog aan Alarik II, die echter al weggetrokken is. In de omgeving van Poitiers worden de Visigoten achterhaald, en in de Slag bij Vouillé verpletterend verslagen. Koning Alarik II sneuvelt in de strijd. De nederlaag betekent het einde van de Visigotische suprematie in Aquitanië. Alleen Septimanië (huidige Zuid-Frankrijk) wordt door de Visigoten behouden.
- Clovis I lijft Gallia Aquitania in bij het Frankische Rijk en verovert de Visigotische hoofdstad Toulouse. Na zijn triomfantelijke terugkeer in Reims verplaatst hij zijn residentie naar Parijs (Lutetia), de stad gelegen aan de Seine wordt een strategisch en politiek machtscentrum. De Ostrogoten onder aanvoering van Theodorik de Grote voorkomen dat de Franken doorstoten tot aan de Middellandse Zee. Hij komt de Visigoten te hulp en versterkt in Gallië de rijksgrens.
- De Salische Wet (Lex Salica), een van de eerste wetboeken sinds de Romeinen, wordt door Clovis I ingevoerd. Hij laat een wet optekenen om de orde te handhaven. De wetteksten gaan vooral over erfeniskwesties, diefstal, moord en geweldplegingen. Ze regelen ook de positie van de vrouw ten aanzien van het huwelijk. De Salische Wet laat enkel patrilineaire erfopvolging op de troon toe.

### Azië
- Keizer Buretsu overlijdt zonder erfgenaam en wordt opgevolgd door Keitai. Tijdens zijn regeerperiode (507-531) onderdrukt hij een opstand in Japan.
- Het kleinere beeld van de twee staande Boeddha's van Bamyan, wordt uitgehouwen in een vallei ten noordwesten van Kaboel (Afghanistan).

## Overleden
- Alarik II, koning van de Visigoten
- Buretsu (18), keizer van Japan